# 塩田達也
塩田 達也（しおた たつや、1989年11月17日 - ）は、日本の元男子バレーボール選手である。

## 来歴
京都府京都市出身。小学4年生の頃、何となくバレーボールを始める。
洛南高等学校、東海大学を経て、2012年、サントリーサンバーズに入団。
2013年、同年度日本代表登録メンバーに登録される。
2020-21シーズン、教員になるため、最後のシーズンにすると決断してV1に臨んだ。チームはV・レギュラーラウンド優勝を果たしファイナル進出も確定する。塩田は、入部以来チームがリーグ優勝を果たしてないため最後に優勝して現役生活を終えたいと話した。そして、ファイナルでもスタメン出場を果たし、優勝に貢献。有終の美を飾った。
優勝でのV1終了をもってサントリーを退団し、優勝してすぐの翌日より教員生活が始まる。バレーボールの指導にも意気込みを見せ、当シーズンのサントリーのような最後まで諦めずにボールを追いかける姿勢を伝えられる先生になりたいと話した。
2021年7月8日、サントリーサンバーズの優勝報告の京都市長表敬訪問の際、元選手（現、京都市立中学校教諭）として出席した。

## 球歴
- 日本代表登録メンバー - 2013年

## 所属チーム
- 洛南高等学校（2005-2008年）
- 東海大学（2008-2012年）
- サントリーサンバーズ（2012-2021年） #12